# U 143 (Kriegsmarine)
De U 143 was een Type IID U-boot van de Duitse Kriegsmarine tijdens de Tweede Wereldoorlog. Hij werd besteld op 25 september 1939, de kiel werd gelegd op 3 januari 1940 door de Deutsche Werke, Kiel (werk 272). De tewaterlating gebeurde op 10 augustus 1940. Hij werd onder bevel gebracht op 18 september 1940 met Oblt. Ernst Mengersen (Ridderkruis) als eerste bevelhebber. De U 143 ging niet meteen ten strijde, maar werd wel vooreerst gebruikt als trainingsboot voor nieuwe kandidaat-officieren- en matrozenopleiding. Hij opereerde in vier patrouilles tussen de havens van Kiel, Nazi-Duitsland en Bergen, Noorwegen, met Oblt. Harald Gelhaus als actievoerend bevelhebber.

## Geschiedenis
Na eerst dienstgedaan te hebben als oefen- en school-U-boot, werd hij toch ingezet op 1 april 1941 tot 12 september 1941 als frontboot.
Op 23 augustus 1941 liet de U 143, op zijn laatste actievoerende oorlogspatrouille, met Oblt. Harald Gelhaus, het Noorse vrachtschip Inger van 1.409 ton tot zinken brengen. Dit was het enige schip dat de U 143 tijdens de oorlog kelderde. Op 13 september 1941 werd de U 143 weer een school- of opleidingsboot voor nieuwe kandidaat-officieren en rekruten. De U 143 overleefde de oorlog maar werd toch nadien opgevorderd door de geallieerden voor Operatie Deadlight waar hij op 22 december 1945 door vlootoefeningen tot zinken werd gebracht .

## Commandanten
- 18 Sep. 1940 - 2 Nov. 1940:  Kptlt. Ernst Mengersen (Ridderkruis)
- 9 Dec. 1940 - 19 Maart 1941:  Oblt. Helmut Möhlmann (Ridderkruis)
- 20 Maart 1941 - 30 Maart 1941:  Jürgen von Rosenstiel
- 31 Maart 1941 - 12 sep. 1941:  Oblt. Harald Gelhaus (Ridderkruis)
- 19 Nov. 1941 - 7 April 1942:  Kptlt. Helmut Manseck
- 8 April 1942 - 14 Dec. 1942:  Gerhard Groth
- 15 Dec. 1942 - 8 Feb. 1943:  Erwin Schwager
- 9 Feb. 1943 - 29 Mei 1944:  Hans Vogel
- 30 Mei 1944 - 8 Mei 1945:  Oblt. Walter Kasparek

## Carrière
- 4 patrouilles - 18 Sep. 1940 - 2 Nov. 1940: 1. Unterseebootsflottille (training)
- 3 Nov. 1940 - 31 Dec. 1940: 24. Unterseebootsflottille (training)
- 1 Jan. 1941 - 1 April 1941: 22. Unterseebootsflottille (schoolboot)
- 1 April 1941 - 12 Sep. 1941: 3. Unterseebootsflottille (frontboot)
- 13 Sep. 1941 - 8 Mei 1945: 22. Unterseebootsflottille (schoolboot)

## Successen
- 1 schip tot zinken gebracht met een totaal van 1.409 BRT

## OndergangU 143
- Hij werd na de Duitse capitulatie overgebracht van Wilhelmshaven, Duitsland naar Loch Ryan, Schotland op 30 juni, 1945 voor Operatie Deadlight.
- Operatie Deadlight, de naoorlogse geallieerde operatie, bracht de U 143 tot zinken op 22 december 1945 in positie 55° 58′ 0″ NB, 9° 35′ 0″ WL.